# Crowder (Oklahoma)
Crowder – miasto w Stanach Zjednoczonych, w stanie Oklahoma, w hrabstwie Pittsburg.